# Мусин, Канат Сергеевич
Канат Сергеевич Мусин (каз. Қанат Сергейұлы Мусин; род. 27 февраля 1966, Целиноград) — казахстанский государственный деятель. Министр юстиции Республики Казахстан с 11 января 2022 года по 30 декабря 2022 года.

## Биография
Канат Мусин родился 27 февраля 1966 года в Целинограде.  Окончил КарГУ имени Е.А. Букетова. Юрист. Старший советник юстиции, полковник финансовой полиции.
В 1984-1986 годах — судебный исполнитель, секретарь судебного заседания, архивариус народного суда Ленинского района города Целиноград.
С 1986-1989 годы —  старший юрисконсульт ПО «Целиноградоблгазтоп».
С 1989 по 1998 годы — служба в органах прокуратуры города Целиноград, Акмолинской области, заместитель прокурора города Астаны.
С 1998 по 2001 годы — Заместитель прокурора Северо-Казахстанской области, первый заместитель прокурора Жамбылской области.
С 2001 по 2007 годы — служба в органах финансовой полиции, заместитель начальника Департамента по борьбе с экономической и коррупционной преступностью по Западно-Казахстанской области, города Алматы.
С 2007 по 2010 годы — работа в аппарате Совета безопасности Республики Казахстан: главный эксперт, главный инспектор, заместитель заведующего Секретариатом Совета безопасности.
С 2010 по 2012 годы — Первый заместитель прокурора Северо-Казахстанской области.
С 2012 по 2016 годы — Руководитель Департамента юстиции города Астаны.
С марта 2016 года —  депутат Мажилиса Парламента Республики Казахстан шестого созыва.
С января 2021 года — депутат седьмого созыва, Председатель комитета по законодательству и судебно-правовой реформе Мажилиса Парламента Республики Казахстан.
С 10 июня 2021 года — Судья Верховного Суда Республики Казахстан;
С 11 января по 30 декабря 2022 года занимал пост министра юстиции Республики Казахстан.

## Награды
- Награждён медалями «Ерен еңбегі үшін», «Қазақстан Республикасының тәуелсіздігіне 20 жыл», «Астананың 10 жылдығы», ведомственными наградами правоохранительных органов.
- Памятный знак «МПА СНГ. 25 лет» (27 марта 2017 года, Межпарламентская ассамблея СНГ) — за содействие в деятельности Межпарламентской Ассамблеи и её органов[2].